# 호로히라바시역
호로히라바시역(일본어: 幌平橋駅, ほろひらばしえき)은 일본 홋카이도 삿포로시 주오구에 위치한 삿포로 시영 지하철의 역이다.

## 역 구조
지하 1층에 개찰구, 지하 2층에 2면 2선의 상대식 승강장이 있다. 지상과 지하 1층, 지하 1층과 지하 2층은 각각 엘리베이터로 연결되어 있다. 출입구는 호스이도리와 접하고, 엘리베이터 1곳을 포함하여 총 3곳 설치되어 있다.
일반 화장실은 개찰구 안쪽에 있고 장애인용 화장실은 지상과 지하 1층을 연결하는 엘리베이터의 맞은 편에 위치한다.
나카지마 공원역과 마찬가지로 새로운 피난 통로 신설 공사를 하였고 본 역의 피난 통로가 먼저 완성되었다.
본 역 남쪽 승강장 끝에는, 도요히라강의 홍수를 대비하여 승강장에 물이 흘러들지 않게 하기 위하여 상하로 열고 닫는 방수문이 마련되어 있다.

### 타는 곳
| 1 | 난보쿠 선 | 히라기시・마코마나이 방면   |
| 2 | 난보쿠 선 | 오도리・삿포로・아사부 방면 |

## 이용 현황
삿포로 시 교통국의 조사에 따르면 2015년도 1일 평균 승차 인원은 4,919명이다.
최근 1일 평균 승차 인원의 추이는 다음과 같다.
| 연도 | 1일 평균 승차 인원 |
| ---- | ------------------ |
| 2008 | 4,866              |
| 2009 | 4,786              |
| 2010 | 4,836              |
| 2011 | 4,848              |
| 2012 | 4,920              |
| 2013 | 4,965              |
| 2014 | 4,860              |
| 2015 | 4,919              |

## 역 주변
역은 나카지마 공원의 남쪽에 위치하고 주변은 아파트나 민가가 늘어서 있는 주택가가 대부분이다. 나카지마 공원의 북쪽에는 인근의 나카지마 공원역이 있다. 호로히라바시 역은 공원의 남쪽 입구로 이른바 뒷문에는 평소 이용객이 많지 않지만, 도요히라강 불꽃 놀이 대회나 신궁제(삿포로 축제) 때는 붐빈다.
- 호로히라바시
- 삿포로 미나미14조 우체국
- 홋카이도 삿포로미나미 고등학교
- 삿포로 세이슈 고등학교

## 역사
- 1971년 12월 16일: 기타24조 ~ 마코마나이 역간 개통에 따라 영업 개시.
- 2012년 11월 20일: 스크린도어 사용 개시[1].

## 역명의 유래
역 동쪽의 도요히라강 위에 호로히라바시가 있어서 붙여졌다.

## 사진

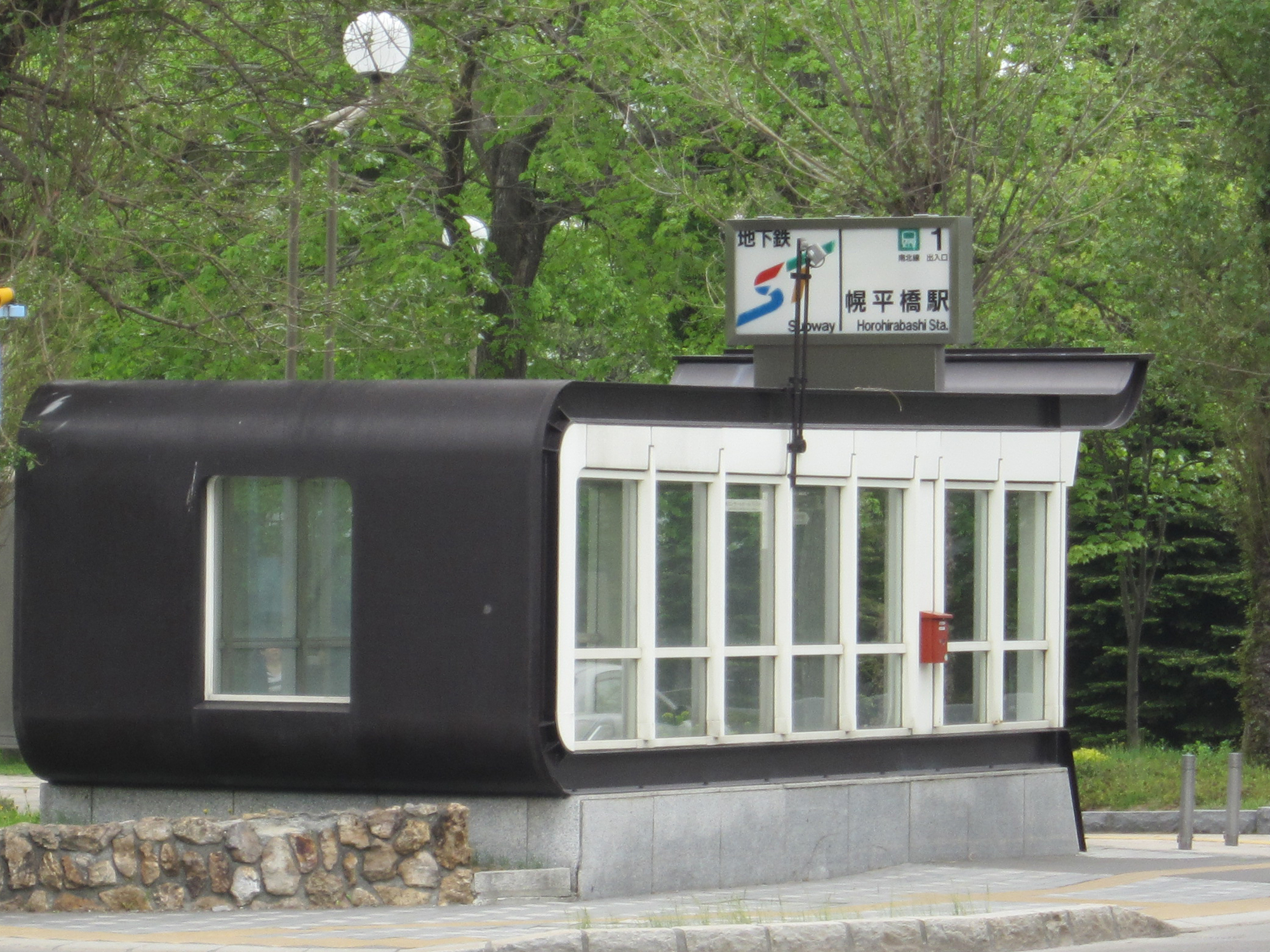
1번 출입구
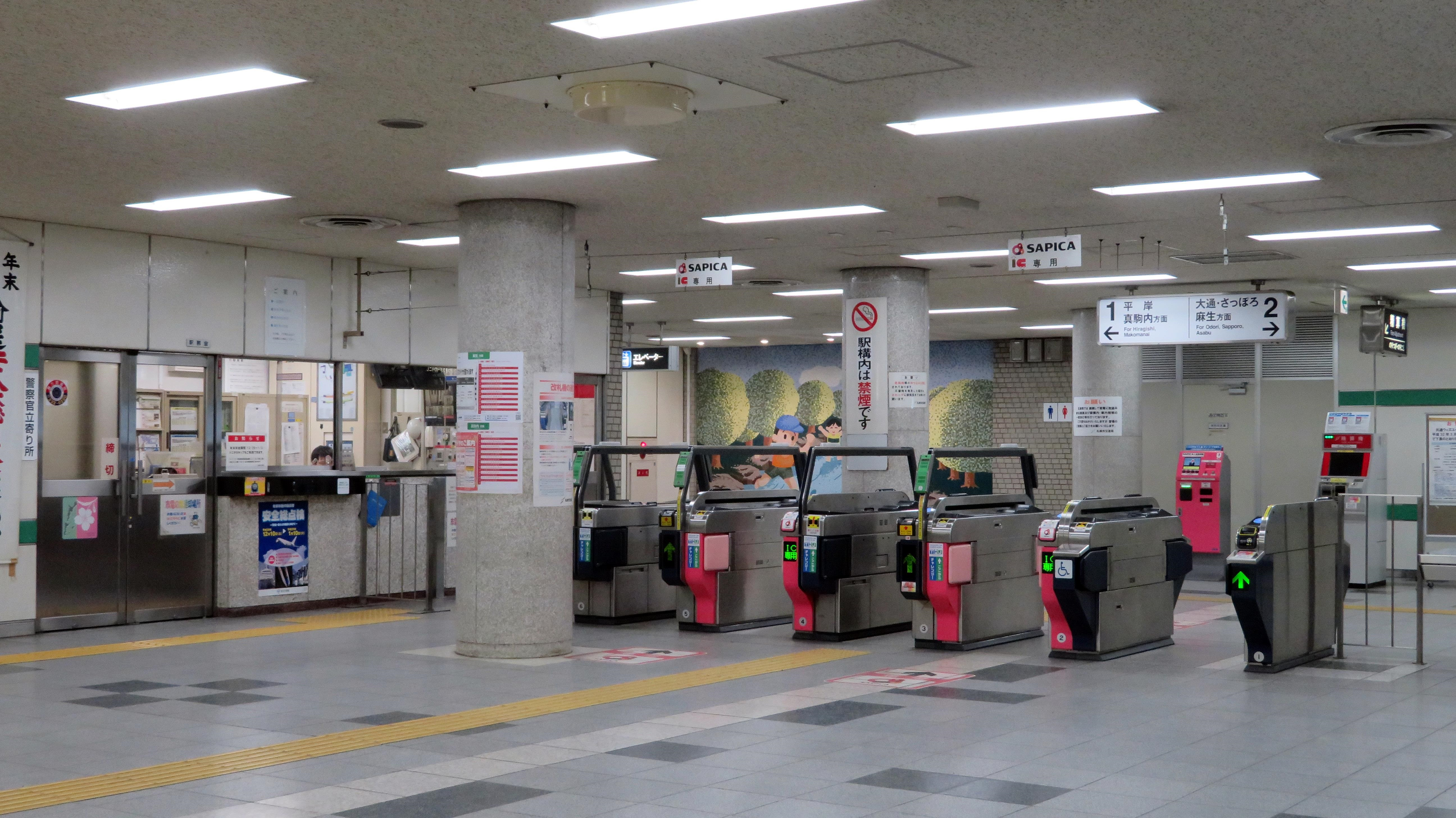
개찰구
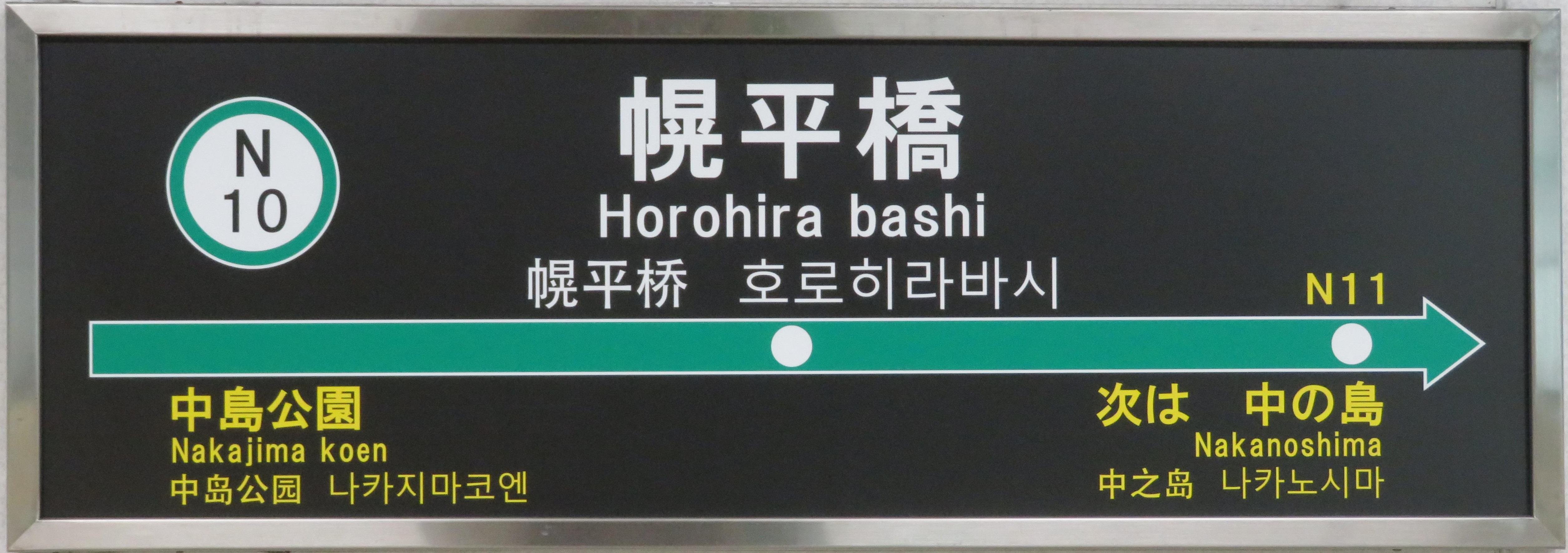
역명판

## 그 외
역 스탬프는 호로히라바시 역의 이니셜 H안에 소세이강과 오리가 그려져 있다.

## 인접역
| 삿포로 시 교통국 지하철 난보쿠 선 | 삿포로 시 교통국 지하철 난보쿠 선 | 삿포로 시 교통국 지하철 난보쿠 선 |
| --------------------------------- | --------------------------------- | --------------------------------- |
| N09 나카지마 공원 아사부 방면     | ● 난보쿠 선                       | N11 나카노시마 마코마나이 방면    |